# Blue Hole, en el Little Miami River (Robert S. Duncanson)
Blue Hole, en el Little Miami River, en su título original en inglés, Blue Hole, Little Miami River or Blue Hole, Flood Waters, Little Miami River es un lienzo de Robert S. Duncanson, un pintor estadounidense-canadiense, cuya obra se asocia con la segunda generación de la Escuela del río Hudson. Fue el primer pintor estadounidense de ancestros africanos en lograr el reconocimiento artístico, tanto dentro como fuera de su país.

## Historia
A finales de la década de 1840, el mundo artístico en Cincinnati estaba influenciado por la Escuela del Río Hudson. Duncanson, ansioso por establecerse como un artista profesional, asimiló las características de esa escuela, como la preferencia por la pintura del paisaje, el formato horizontal, los colores oscuros y las pinceladas ajustadas. Durante esa fase de su carrera, la principal influencia de Duncanson debió ser la de William Louis Sonntag Sr., que puede detectarse en la mayoría de sus obras de principios de la década de 1850. Los dos artistas, junto con John R.Tait (1834-1909) viajaron juntos a Europa en 1853.

## Tema de la obra
Las colinas, bosques, valles y ríos alrededor de Cincinnati proporcionaron a los artistas locales la misma temática que anteriormente había inspirado las composiciones de los pintores de primera generación de la Escuela del Río Hudson. El Little Miami River, que se une al río Ohio, a siete millas aguas arriba de Cincinnati, fue representado por varios de ellos, como Alexander Helwig Wyant. Una de las primeras pinturas conocidas de este lugar fue realizada en septiembre de 1839 por Godfrey Nicolas Frankenstein (1820-1873) en una obra titulada Blue Hole and the Little Miami River. Miner Kilbourne Kellogg (1814-1889), también pintor de Cincinnati, describió las cascadas de este río, así como el lugar llamado Blue Hole: "Debajo de las cascadas hay un lugar llamado Blue Hole. Es un profundo estanque circular en el cual se hunden las aguas del río Miami. Parece perfectamente azul, muy oscuro... la profundidad todavía no ha sido determinada".

## Análisis de la obra
Duncanson representa el estanque Blue Hole rodeado de árboles retorcidos, a lo largo de ambos lados del río. Hay árboles viejos, jóvenes, muertos y vivos, tan estrechamente entrelazados que no pueden ser penetrados por la vista. La influencia de Sonnatg es evidente en el tratamiento que Duncanson ofrece de este lugar, particularmente en primer plano, en la representación de los hombres que pescan. La falta de una corriente perceptible en el agua ofrece una sensación de tranquilidad a esta pintura. En cuanto a la composición, este lienzo es sorprendentemente similar a Lago con árboles muertos y a Autumn in the Catskills (1827) ambos obra de Thomas Cole.